# Hamã (sobrinho de Vasdeano)
Hamã (Hamam) foi um nobre ativo no Principado da Ibéria no século VII.

## Vida

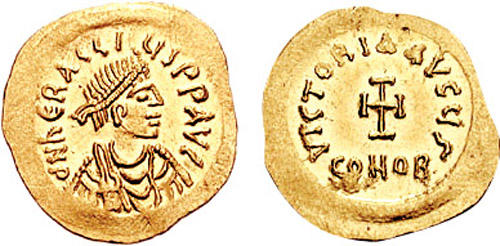
Tremisse de Heráclio r.

Sua existência é atestada apenas na História de Taraunitis de João Mamicônio, obra considerada não fiável, e autores como Christian Settipani põe questiona sua existência. Aparece no reinado do imperador Heráclio (r. 610–641), quando informa a Tigranes I que seu tio Vasdeano pretendia trai-lo com ajuda de 5 000 homens enviados pelo xá Cosroes II (r. 590–628). Seu tio se irritou e cortou seus pés e mãos. Então, tomando os persas, Vasdeano cruzou o rio Chorox e foi a cidade de Hamã, chamada Tambur, que ele atacou com fogo e espada e escravizou. Sua cidade foi destruída, mas Hamã a reconstruiu e rebatizou de Hamamqueno em sua honra.